# 赵庙镇 (微山县)
赵庙乡，是中华人民共和国山東省济宁市微山县下辖的一个乡镇级行政单位。

## 行政区划
赵庙乡下辖以下地区：
赵庙村、曹庄村、南挖村、王庄村、侣楼村和赵楼村。